# Roanoke International Tennis 1973 - Doppio
Il doppio del torneo di tennis Roanoke International Tennis 1973, facente parte della categoria Grand Prix, ha avuto come vincitori Jimmy Connors e Juan Gisbert Sr. che hanno battuto in finale Ian Fletcher e Butch Seewagen con il punteggio di 6–0, 7–6

## Tabellone

### Legenda
| - Q = Qualificato - WC = Wild card - LL = Lucky loser | - ALT = Alternate - SE = Special Exempt - PR = Protected Ranking | - w/o = Walkover - r = Ritirato - d = Squalificato |

|  | Primo turno                    | Primo turno                    | Primo turno                    | Primo turno | Primo turno |  |  | Ultimo turno                | Ultimo turno                | Ultimo turno                | Ultimo turno | Ultimo turno |  |
|  |                                |                                |                                |             |             |  |  |                             |                             |                             |              |              |  |
|  | Jimmy Connors Juan Gisbert     | Jimmy Connors Juan Gisbert     | Jimmy Connors Juan Gisbert     | 6           | 6           |  |  |                             |                             |                             |              |              |  |
|  | Jaime Pinto-Bravo Tito Vázquez | Jaime Pinto-Bravo Tito Vázquez | Jaime Pinto-Bravo Tito Vázquez | 4           | 2           |  |  | Jimmy Connors Juan Gisbert  | Jimmy Connors Juan Gisbert  | Jimmy Connors Juan Gisbert  | 6            | 7            |  |
|  | Ian Crookenden John Paish      | Ian Crookenden John Paish      | 3                              | 6           | 6           |  |  | Ian Fletcher Butch Seewagen | Ian Fletcher Butch Seewagen | Ian Fletcher Butch Seewagen | 0            | 6            |  |
|  | Ian Fletcher Butch Seewagen    | Ian Fletcher Butch Seewagen    | 6                              | 4           | 4           |  |  |                             |                             |                             |              |              |  |